# Adelpha gelania
Adelpha gelania is een vlinder uit de onderfamilie Limenitidinae van de familie Nymphalidae. De wetenschappelijke naam van de soort werd als Nymphalis gelania in 1823 gepubliceerd door Jean-Baptiste Godart.